# Измайловский зверинец
Измайловский зверинец — зверинец в селе Измайлово в Москве, существовавший в XVII — начале XIX веков.

## История
Звериный двор был создан в 1663 г. в районе села Измайлова для охотничьих забав царя Алексея Михайловича. Для этой цели большой участок леса был обнесен оградой, в нем содержались олени, туры, лоси. В XVII веке Измайлово неоднократно посещали иностранные послы и посланники.
Многих животных содержали для будущей охоты, а редкие виды считались большой роскошью и показывали статус владельца. Некоторые звери хорошо поддавались дрессировке и быстро становились любимцами хозяев. Известен был бурый медведь, которого научили ходить на задних лапах, катать бревна и пить из бутылки. Царица Прасковья Фёдоровна, жена брата Петра I, подарила этого медведя в дом князю Ромодановскому, где, по воспоминаниям современников:

«Он встречал гостей и угощал их из своих лап большой чашей водки с перцем. Если гость отказывался пить, то медведь мстил ему тем, что сгребал с гостя шляпу или парик и драл одежду».
В 1731 г. по указу Анны Ивановны к югу от дворца был устроен новый зверинец, он был огражден валом с тыном и при Елизавете Петровне занимал всю территорию современного Измайловского лесопарка. С 1739 г. сюда присылали редких зверей из Казанской и Астраханской губерний: привозили оленей, лосей, туров, изюбрей. Из Кабарды и Ирана доставили дикобразов, кабанов, китайских коров, диких ослов, сайгаков, фазанов и даже обезьян. Все эти животные были размещены в зверинце площадью более ста десятин.
Помимо зверинца в Измайлове в XVIII в. имелись большие Псарный и Птичий дворы. Из-за большой площади и количества разнообразных животных Измайловский зверинец считался в XVIII в. одним из крупнейших в Европе. В 1826 году зверинец был ликвидирован.

## Память
Память об Измайловском зверинце сохранилась в названиях московских улиц:
- 1-й переулок Измайловского Зверинца;
- 2-й переулок Измайловского Зверинца;
- 1-я улица Измайловского Зверинца;
- 2-я улица Измайловского Зверинца;
- Зверинецкая улица.